# Stomil Poznań
Stomil Poznań – założony w 1935 roku wielosekcyjny klub sportowy z siedzibą w Poznaniu.

## Sekcje
- Sekcja piłkarska została rozwiązana, kiedy zlikwidowano boisko na Starołęce (w miejscu boiska zbudowano pętlę tramwajową). W klubie grał m.in. Leszek Jezierski i Orest Lenczyk[1].
- brydż
- kajakarstwo
- kolarstwo - sekcję reprezentowali: Andrzej Kaczmarek – kolarz, sprinter lat 70., uczestnik Wyścigów Pokoju i mistrzostw świata. Krótko w klubie występował Janusz Kowalski - mistrz świata z Montrealu[2].
- tenis stołowy
- szachy
- wioślarstwo